# Big Bang Theory (álbum)
Big Bang Theory es un álbum de estudio de la banda de hard rock estadounidense Styx, publicado en 2005. Consta de 14 versiones de clásicos de bandas como Los Beatles, Procol Harum, The Who y The Jimi Hendrix Experience. 

## Lista de canciones
1. "I Am the Walrus" (The Beatles)
2. "I Can See for Miles" (The Who)
3. "Can't Find My Way Home" (Blind Faith)
4. "It Don't Make Sense (You Can't Make Peace)" (Willie Dixon)
5. "I Don't Need No Doctor" (Ray Charles)
6. "One Way Out" (The Allman Brothers Band)
7. "A Salty Dog" (Procol Harum)
8. "Summer in the City" (The Lovin' Spoonful)
9. "Manic Depression" (The Jimi Hendrix Experience)
10. "Talkin' About the Good Times" (The Pretty Things)
11. "Locomotive Breath" (Jethro Tull)
12. "Find the Cost of Freedom" (Crosby, Stills, Nash & Young)
13. "Wishing Well" (Free)
14. "Blue Collar Man @ 2120"

## Créditos
- Lawrence Gowan - voz, teclados, acordeón
- James "JY" Young - voz, guitarras
- Tommy Shaw - voz, guitarras
- Glen Burtnik - voz, bajo
- Chuck Panozzo - bajo
- Todd Sucherman - batería y percusión